# Ludvig Sandberg
Ludvig Kristian Walfrid Sandberg, född den 6 januari 1866 i Angelstads församling, Kronobergs län, död den 6 juli 1924 i Eksjö, var en svensk jurist. Han var son till Walfrid Sandberg.
Sandberg avlade filosofie kandidatexamen vid Uppsala universitet 1886, juris kandidatexamen vid Lunds universitet 1890 och juris licentiatexamen 1893. Han promoverades till juris doktor sistnämnda år. Sandberg blev vice häradshövding 1894. Han var sekreterare i lagutskottet 1896–1902 och 1904, biträdande jurist hos järnvägsstyrelsen 1896–1898 och auditör vid Livregementets dragoner 1898–1904. Sandberg blev konstituerad revisionssekreterare 1906, häradshövding i Norra och Södra Vedbo domsaga 1908 och krigsdomare 1915. Han publicerade Om bolags konkurs (1893) och Om viss tids hävd av äganderätt till fast egendom (1895). Sandberg blev riddare av Nordstjärneorden 1915.